# 정선 정암사 적멸보궁
정선 정암사 적멸보궁(旌善 淨岩寺 寂滅寶宮)은 대한민국 강원특별자치도 정선군 고한읍 고한리, 정암사에 있는 조선시대의 적멸보궁이다. 1984년 6월 2일 강원특별자치도의 문화재자료 제32호로 지정되었다.

## 개요
적멸보궁은 석가모니불의 진신사리를 모셔놓는 건물을 가리킨다.
정암사 적멸보궁은 지은 시기를 정확하게 알 수 없으나, 영조 47년(1771)에 고쳐 지은 것으로 미루어 18세기 초에 세운 것으로 추정되며 이 후에도 여러 차례 보수하였다. 이곳은 신라 선덕여왕 때 자장율사가 석가모니불의 사리를 정암사에 수마노탑을 세워 안치하고 이를 지키기 위해 세운 것이다.
앞면 3칸·옆면 2칸 규모이며, 지붕은 옆면에서 볼 때 여덟 팔(八)자 모양과 비슷한 팔작지붕이다. 지붕 처마를 받치기 위해 장식하여 만든 공포는 기둥 위에만 있는 주심포 양식으로 꾸몄다.
안쪽에는 불상이 없고 신중탱화 2점과 동종 1점을 보관하고 있다. 이는 수마노탑에 부처님의 사리가 있기 때문에 불상을 모시지 않는 적멸보궁의 일반적인 특징이다.
통도사, 법흥사, 상원사, 봉정암의 적멸보궁과 더불어 5대 적멸보궁의 하나로 불린다.

## 참고 자료
- 정암사적멸보궁 - 국가유산청 국가유산포털